# Dlhá nad Oravou
Dlhá nad Oravou (en hongrois : Dluha) est une commune du district de Dolný Kubín, dans la région de Žilina, en Slovaquie.

## Histoire
La première mention écrite de la localité date de 1420.

## Démographie

### Évolution de la population
| Année:               | 1994. | 2004.   | 2014.   | 2024.   |
| -------------------- | ----- | ------- | ------- | ------- |
| Nombre de personnes: | 1360  | 1389    | 1394    | 1440    |
| Différence:          |       | +2,13 % | +0,35 % | +3,29 % |

| Année:               | 2023. | 2024.   |
| -------------------- | ----- | ------- |
| Nombre de personnes: | 1441  | 1440    |
| Différence:          |       | -0,06 % |